# Karl Torenfält
Karl Elias Torenfält, född 28 november 1886 i Risinge församling, Östergötlands län, 24 januari 1949 i Drothems församling, Östergötlands län, var en svensk präst.

## Biografi
Karl Torenfält föddes 1886 i Risinge församling. Han var son till hemmansägaren Sven August Andersson och Anna Lovisa Edkvist. Torenfält studerade i Norrköping och blev höstterminen 1906 student vid Uppsala universitet. Han prästvigdes 19 december 1910 och blev 1 maj 1914 tillförordnad komminister i Västra Eneby församling. Torenfält blev 2 juni 1917 komminister i Vena församling, där han tillträdde 1 maj 1918, och blev 22 november 1919 kyrkoherde i Drothems församling med tillträde 1 maj 1920. Han blev 1 maj 1925 kontraktsprost i Hammarkinds kontrakt och 1930 inspektor för Söderköpings samrealskola.